# Ada Milea
Ada Milea (n. 5 august 1975, Bistrița ) este o actriță și cântăreață română.

## Studii
A absolvit Liceul „Liviu Rebreanu” din Bistrița, profilul fizică-chimie. Mai târziu, Universitatea de Artă Teatrală din Târgu Mureș, actorie, cu rolul „D-na Quickly" din „Nevestele vesele din Windsor" (Shakespeare). A fost actriță la Teatrul Național din Târgu Mureș, apoi a devenit artist independent.

## Activitate
Ada Milea și-a făcut o carieră de cântăreață și de compozitoare de muzică de teatru. 

### Muzică de teatru
A realizat coloana sonoră a unor spectacole în diferite teatre:
- Teatrul Odeon: „Aventurile lui Habarnam” de Nikolai Nosov, regia Alexandru Dabija; „De ce fierbe copilul în mămăligă” de Aglaja Veteranyi, regia Radu Afrim; „Chip de foc” de Marius von Mayenburg, regia Felix Alexa; „Șefele” de Werner Schwab, reeană” de  Bilijana Srblijanovic, regia Theodor Cristian Popescu; „Scaunele” de Eugen Ionescu, regia Felix Alexa;
- Teatrul Național din Târgu Mureș: „Eu, când vreau să fluier, fluier” de Andreea Vălean, regia Theodor Cristian Popescu; „Micul Prinț” de Antoine de Saint-Exupéry, regia Cornel Popescu; „Buratino” de Al. Tolstoi, regia Cornel Popescu
- Teatrul Național din Timișoara: „Crima din strada Lourcine” de E. Labiche, regia Felix Alexa;
- Teatrul Nottara: „Leonce și Lena” de Georg Büchner, regia Felix Alexa;
- Teatrul Luni de la Green Hours: „No Mom’s Land” după o idee de Samuel Beckett, regia Radu Afrim; „America-știe-tot” de Nicole Duțu, regia Radu Afrim;
- Teatrul Național din București – „Neînțelegerea” - Albert Camus, regia Felix Alexa.

### Muzică și interpretare
În august 2005 a concertat pro bono (gratuit) la festivalul FânFest, de la Roșia Montană (jud. Alba), în cadrul campaniei „Salvați Roșia Montană”.

## Proiecte muzicale
Ada Milea a dezvoltat mai multe proiecte muzicale și de teatru pornind de la poezii și piese de teatru precum Apolodor și Insula după Gelu Naum, Quijote după Miguel de Cervantes, Chiritza  în concert Vasile Alecsandri și Matei Millo.

### Insula
Proiectul „Insula“ început în 2006 a fost conceput de Ada Milea după textul piesei de teatru a lui Gellu Naum și apoi adaptat împreună cu Alexander Bălănescu. Spectacolul s-a jucat în limba română dar are o versiune în limba engleză. Spectacolul în engleză interpretat de  Adar Milea împreună cu Alexadru Bălănescu (quatret) s-a jucat și în Marea Britanie, Belgia.
Ada Milea a adaptat și interpretat Insula ca un concert „cu jucării“ ca instrumente, împreună cu actorii Anca Hanu și Bobo Burlăcianu. Apoi Insula, pe muzica Adei Milea,  a fost adaptată într-un spectacol - performace la Teatrul Național din Cluj Napoca în 2011 și apoi în 2017 ca musicalul Jurnalul lui Robinson Crusoe la Teatrul Odeon, în regia lui Mihai Mănuțiu. 

## Distincții
- „Premiul special al juriului” la Festivalul Internațional de Teatru de la Piatra-Neamț pentru muzica „Eu, când vreau să fluier, fluier”, regia Th. Cristian Popescu;
- „Premiul special al juriului” la Festivalul HUMORROR pentru muzica spectacolului „Trilogie belgradeană” de Biljana Srbljanović, regia Theodor Cristian Popescu;
- „Premiul criticii” la Gala UNITER 2006;
- „Premiul special pentru muzica de teatru” la Gala UNITER, 2008.
- Premiul Gala Folk ''Om Bun'' la Teatrul Ion Creangă din București

## Discografie
| An lansare | Album                                                             | Casa de producție          |
| ---------- | ----------------------------------------------------------------- | -------------------------- |
| 1997       | Aberații sonore                                                   | Fundația Culturală Phoenix |
| 1999       | Republica Mioritică România                                       | Intercont Music            |
| 2002       | No Mom's Land                                                     | Green Records              |
| 2003       | Absurdistan                                                       | Intercont Music            |
| 2003       | De ce fierbe copilul în mămăligă                                  | Intercont Music            |
| 2003       | Apolodor                                                          | A&A Records                |
| 2004       | Quijote                                                           | A&A Records                |
| 2006       | Quixote (English version)                                         | A&A Records                |
| 2007       | Nasul (cu Bogdan Burlăcianu)                                      | A&A Records                |
| 2008       | Inventar                                                          | A&A Records                |
| 2011       | The Island (cu Alexandru Bălănescu)                               | Saphrane                   |
| 2012       | Alcool (cu Bobo Burlăcianu și Cristi Rigman)                      | A&A Records                |
| 2015       | Cântece de iarnă (cu Anca Hanu, Bobo Burlăcianu și Cristi Rigman) | A&A Records                |
| 2020       | Gulliver (cu Anca Hanu și Bobo Burlacianu)                        |                            |